# جوان ألموند
جوان ألموند (بالإنجليزية: Joan Almond)‏ هي مصورة وفنانة أمريكية وكندية، ولدت في 1935 في لوس أنجلوس في الولايات المتحدة.

## وصلات خارجية
- الموقع الرسمي